# Peugeot 505
Der Peugeot 505 wurde im Mai 1979 als Nachfolger des Peugeot 504 vorgestellt. Wie dieser wurde er in verschiedenen Ländern montiert, darunter Argentinien, Chile, VR China, Indonesien und Nigeria. Antrieb und Fahrwerk des 505 wurden weitgehend vom Vorgängermodell 504 übernommen. Der Motor war vorn längs eingebaut und trieb die Hinterräder an. 

## Modellgeschichte

### Allgemeines

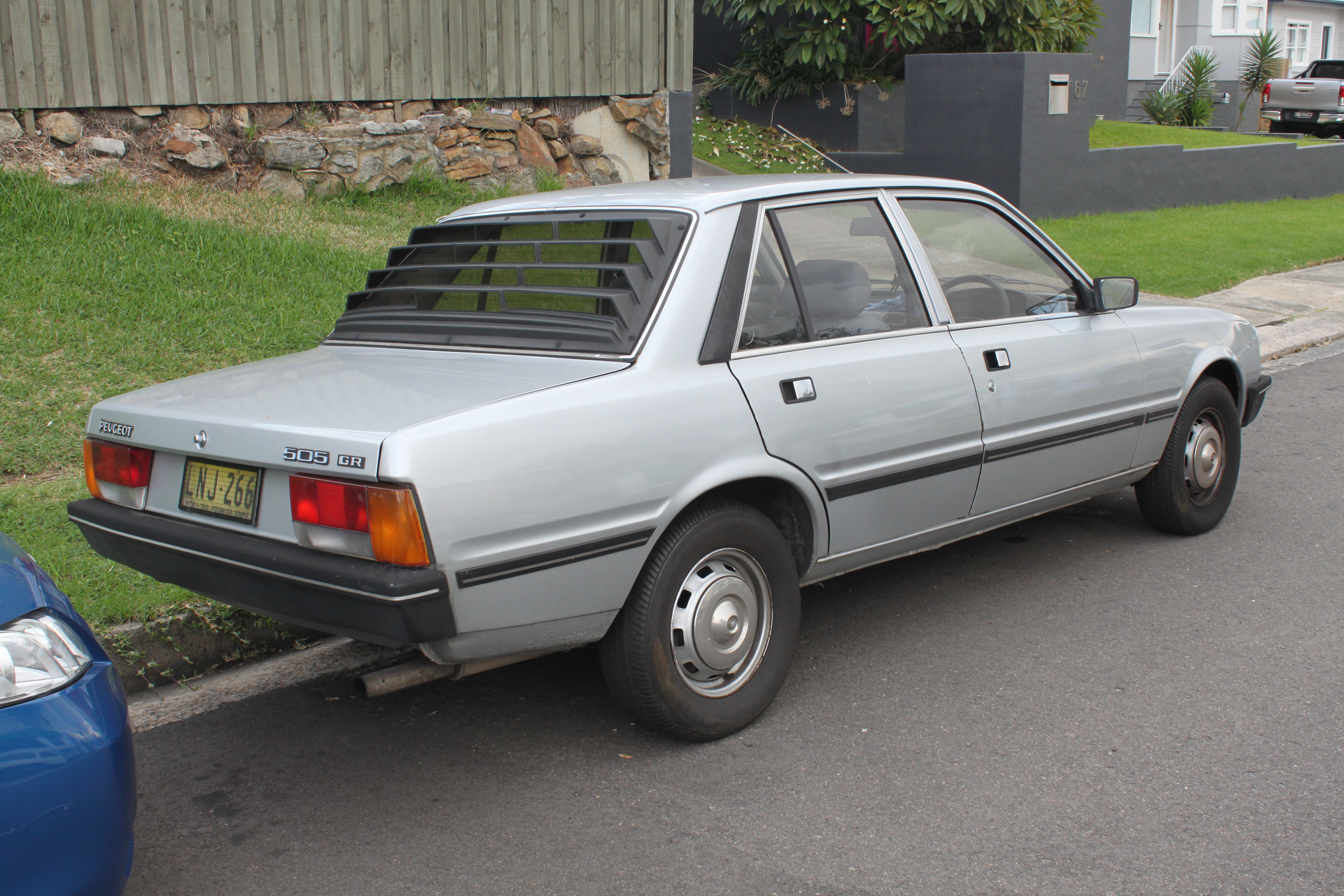
Peugeot 505 GR

Für die Karosserie setzte sich der Entwurf von Pininfarina seinerzeit im Wettbewerb gegen den der Peugeot-Designabteilung durch. Pininfarina formte den 505 kantig und konservativ, so wie er schon den 504 gestaltet hatte. Das Fahrzeug wurde zunächst nur als viertürige Stufenhecklimousine angeboten. Im April 1982 erschien die Kombiversion Break, die mit bis zu acht Sitzplätzen (Familial) aufwartete. Wie der Citroën CX Familiale hatte der Peugeot 505 Familiale eine dritte Sitzbank in Fahrtrichtung – zu dieser Zeit die einzigen zwei europäischen Kombis mit acht Sitzplätzen in Fahrtrichtung. Zwei nur als Prototypen verwirklichte Karosserievarianten (Coupé und Cabriolet) sind im Besitz des Musée de l’Aventure Peugeot in Sochaux (Frankreich). Vom 505 wurden nacheinander zwei Serien gefertigt: Diese unterschieden sich äußerlich geringfügig durch modifizierte Rückleuchten, Stoßstangen und Frontschürzen.
Das Modell war außer dem im Sommer 1987 erschienenen Peugeot 405 der letzte Peugeot, der auch in den USA verkauft wurde – dort jedoch nur mit bescheidenem Erfolg. Er war zudem das erste Peugeot-Modell in Deutschland, das mit Katalysator angeboten wurde.
Der Peugeot 505 war außerdem der letzte hinterradangetriebene Peugeot sowie der letzte mit dem Markengesicht der 1970er Jahre (nach vorne geneigte Front, Scheinwerfer mit „Augenaufschlag“, z. B. die Modelle 504 und 304). Der cw-Wert lag bei 0,44 (im Vergleich zum Audi 100 C3 von 1982 mit cw 0,30). Ein neues Markengesicht, verbunden mit einer besseren Aerodynamik wurde bereits parallel zum 505, mit dem nächstkleineren, modernen 405 im Sommer 1987 vorgestellt. Der kleine 205, der größte Erfolg der Marke, gebaut ab 1983, sah dem 405 bereits in der Front ähnlich.
Nach der Produktionseinstellung in Europa wurde der 505 für den lokalen Markt noch bei Sevel Argentina bis 1995 und beim chinesischen Unternehmen Guangzhou Peugeot Automobile Company bis in das Jahr 1997 hinein unter der Bezeichnung Guangzhou-Peugeot GP 7202 gebaut und angeboten.

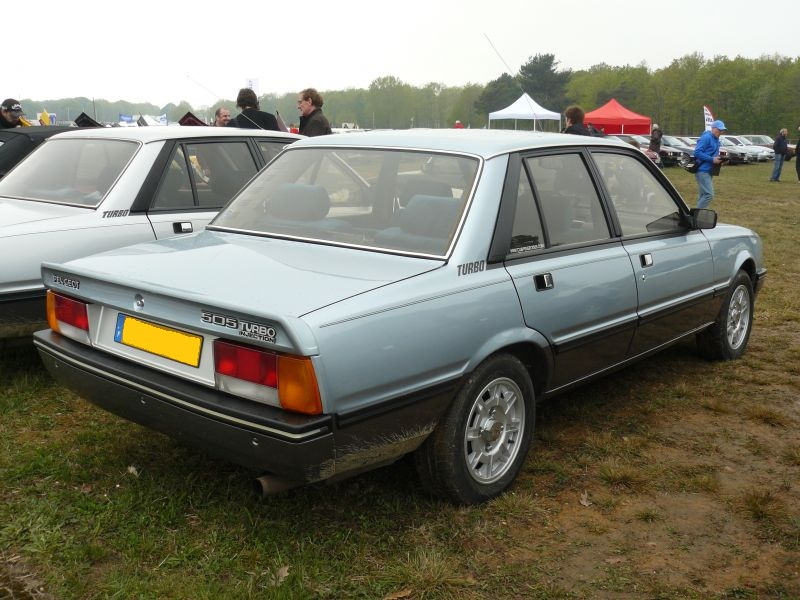
Peugeot 505 Turbo
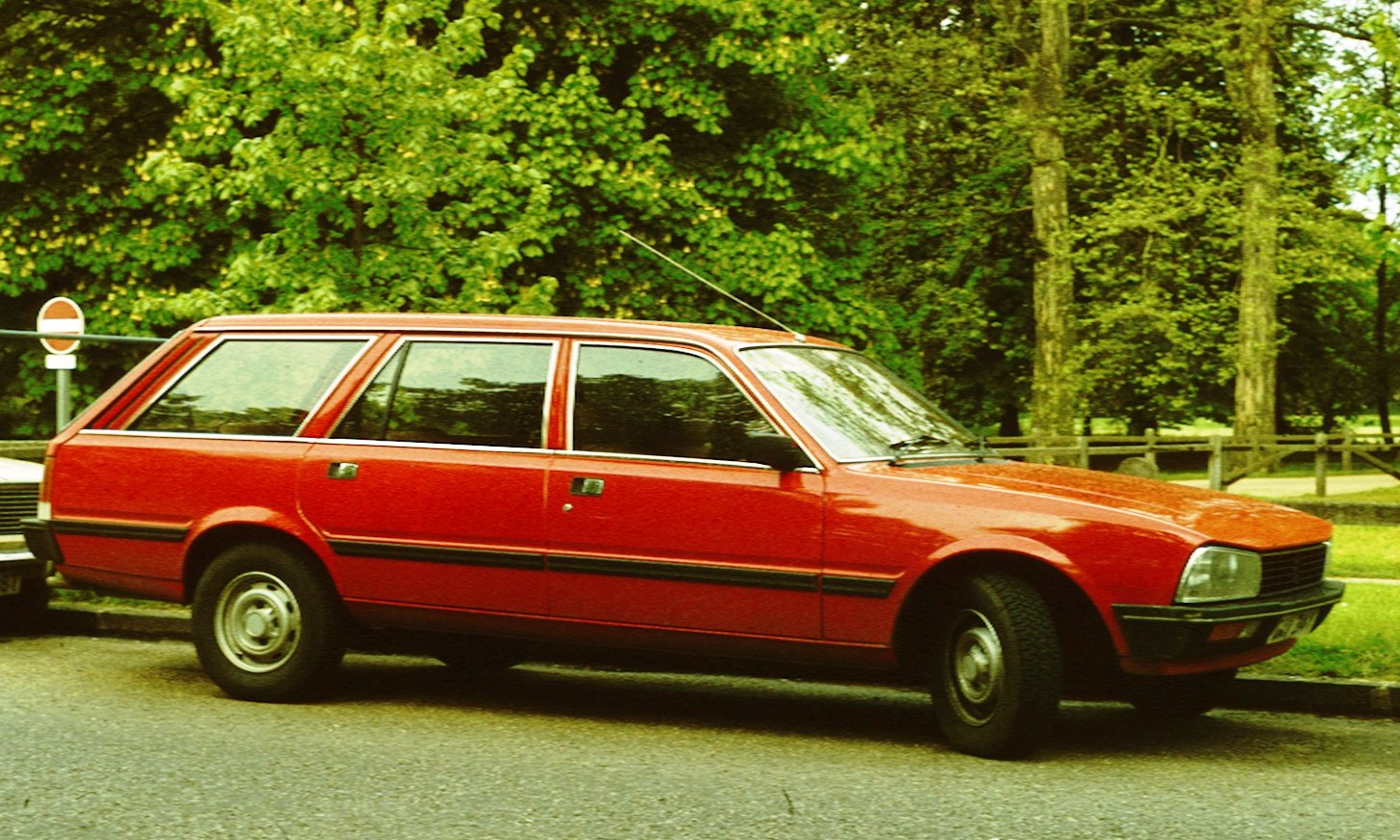
Peugeot 505 Familiale (1982–1985)
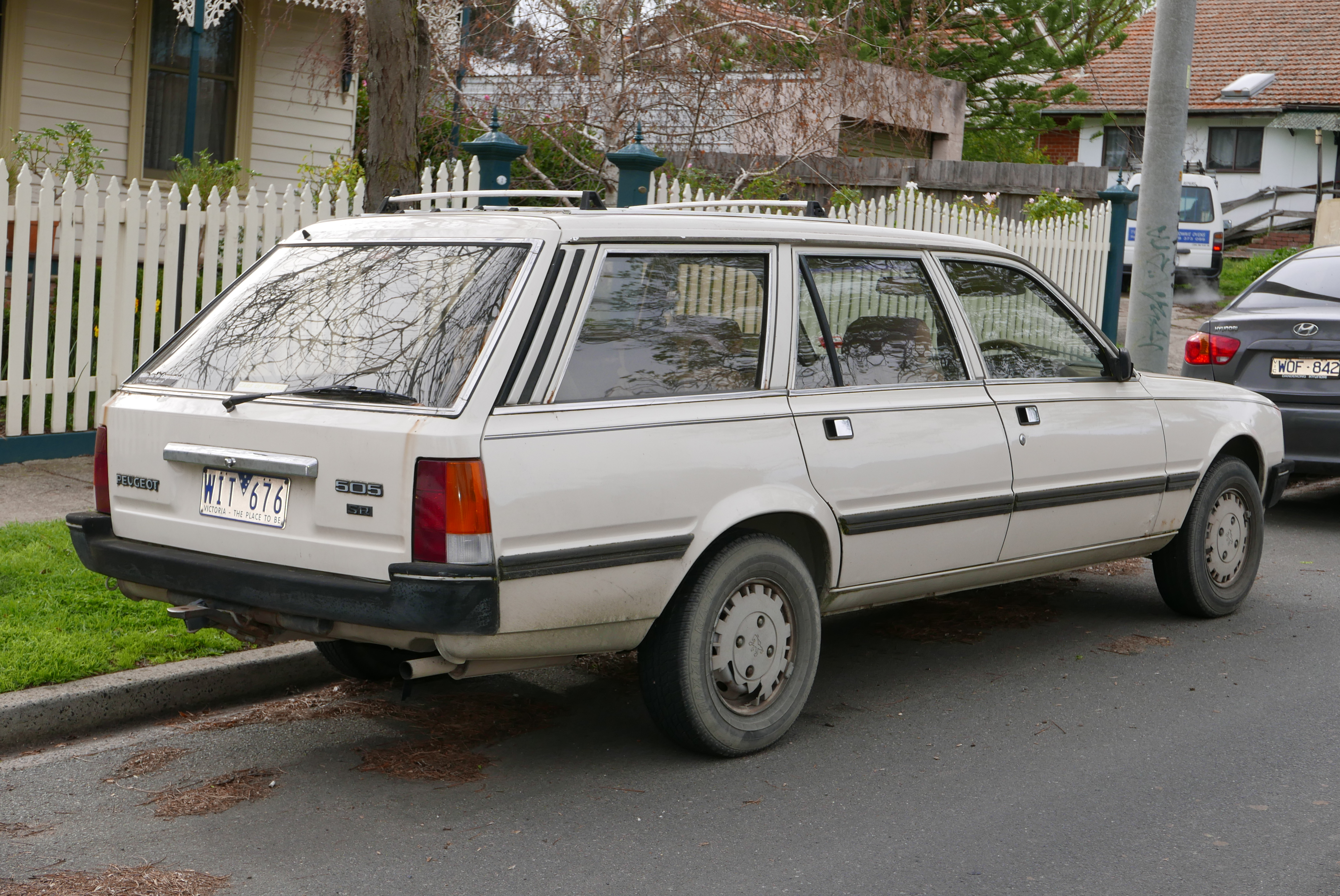
Peugeot 505 SR Familial (1982–1985)
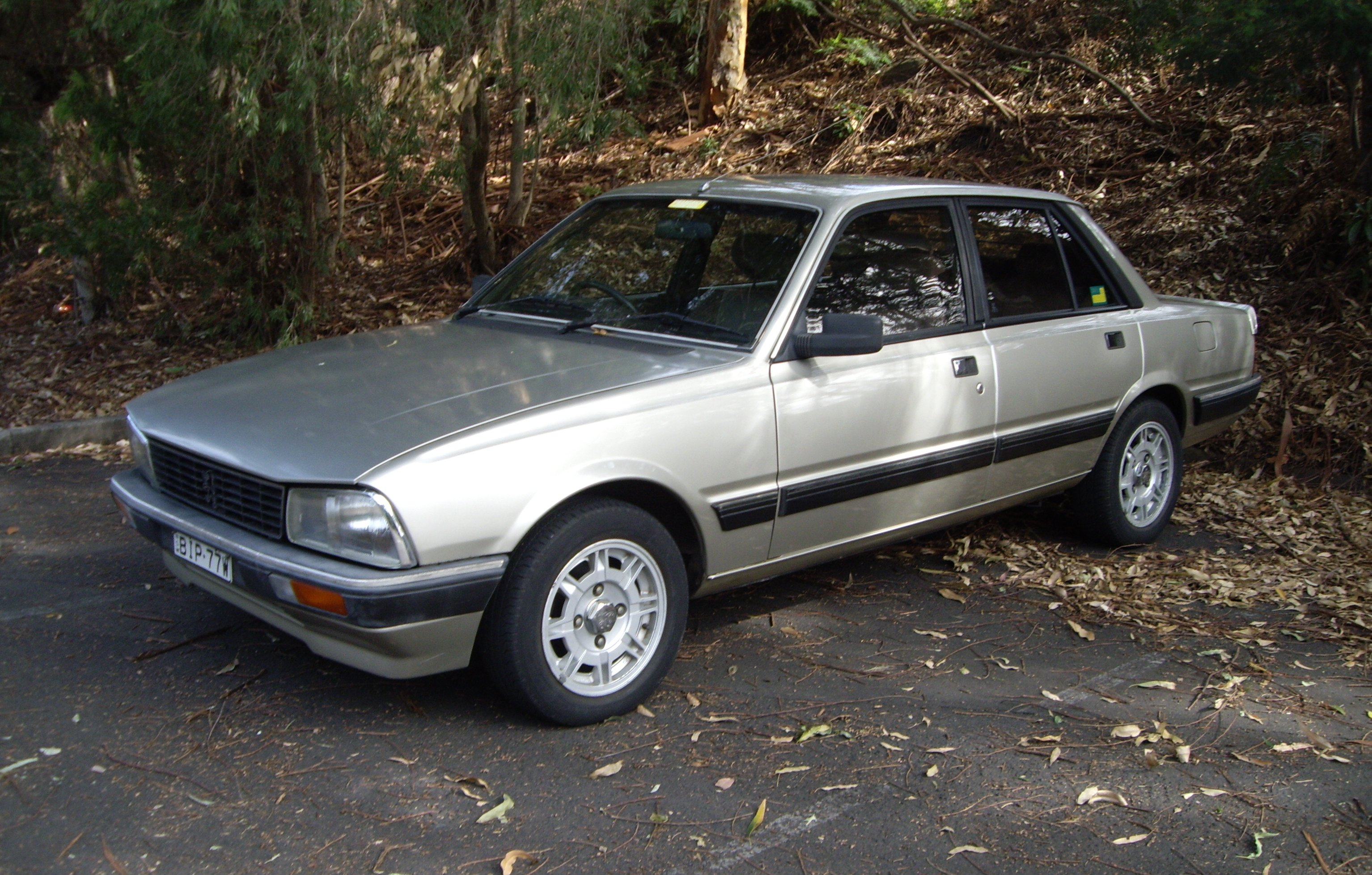
Peugeot 505 GTi (1982–1985)
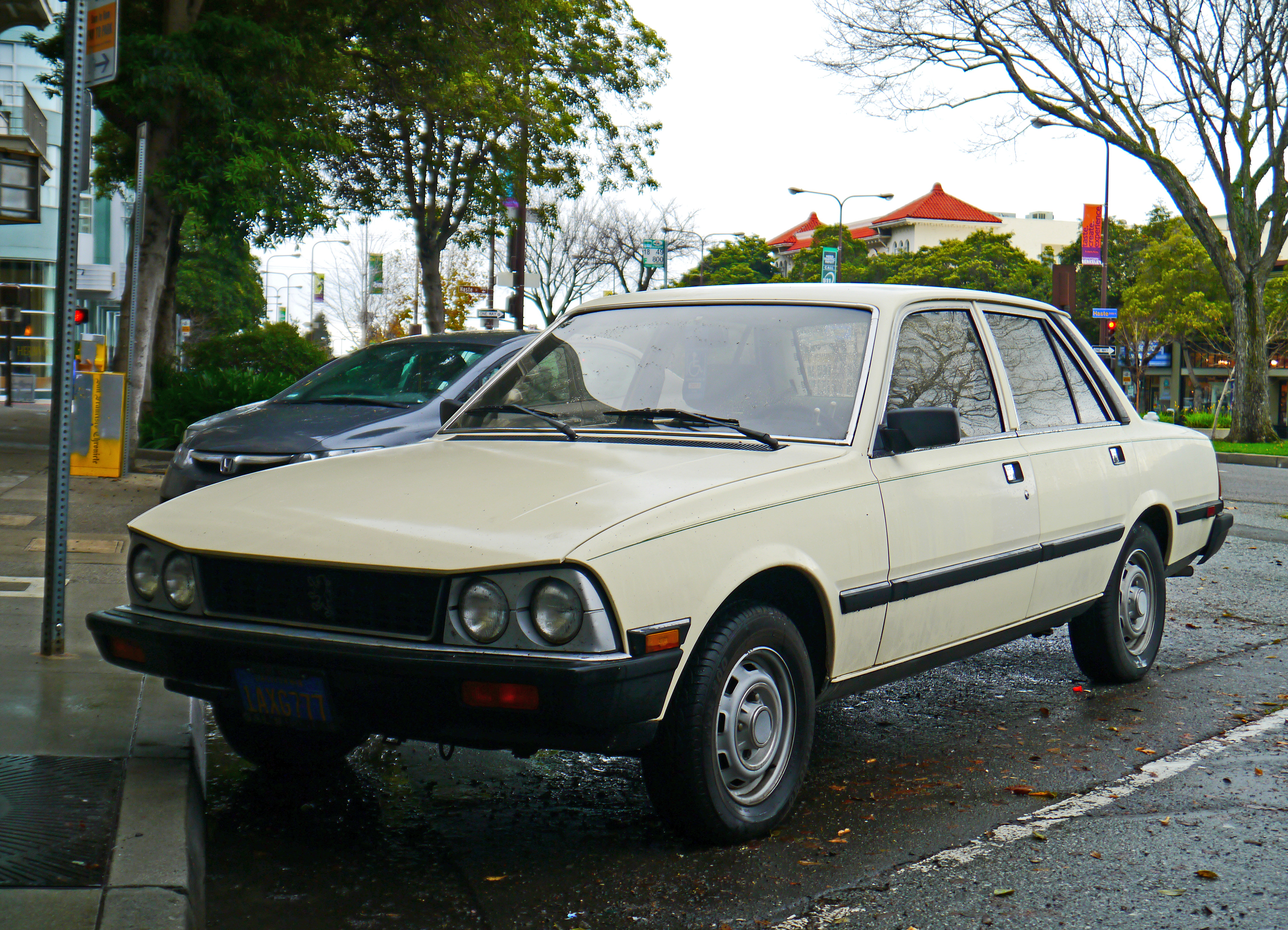
US-Modell (Limousine)
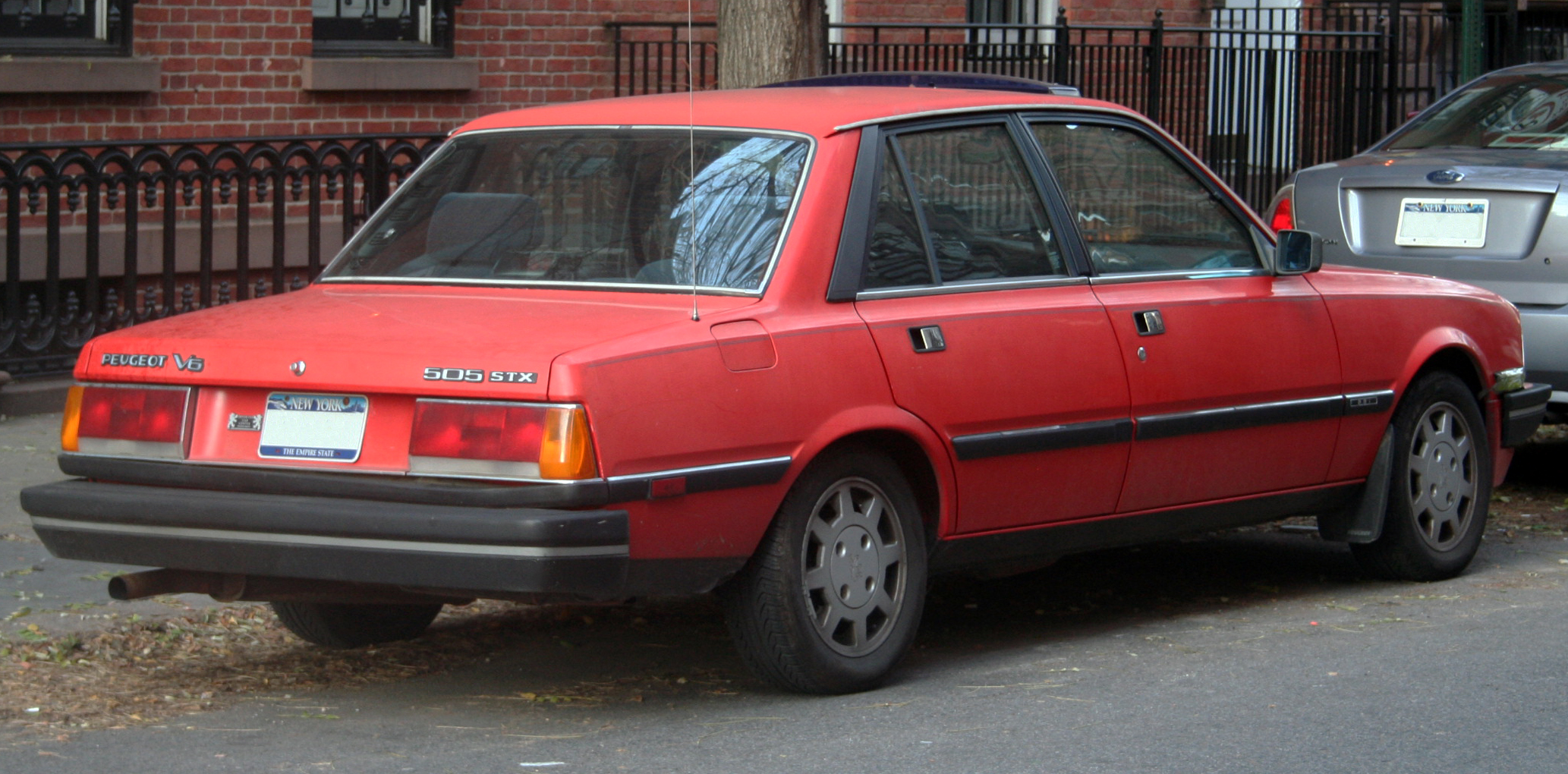
US-Modell (Limousine)
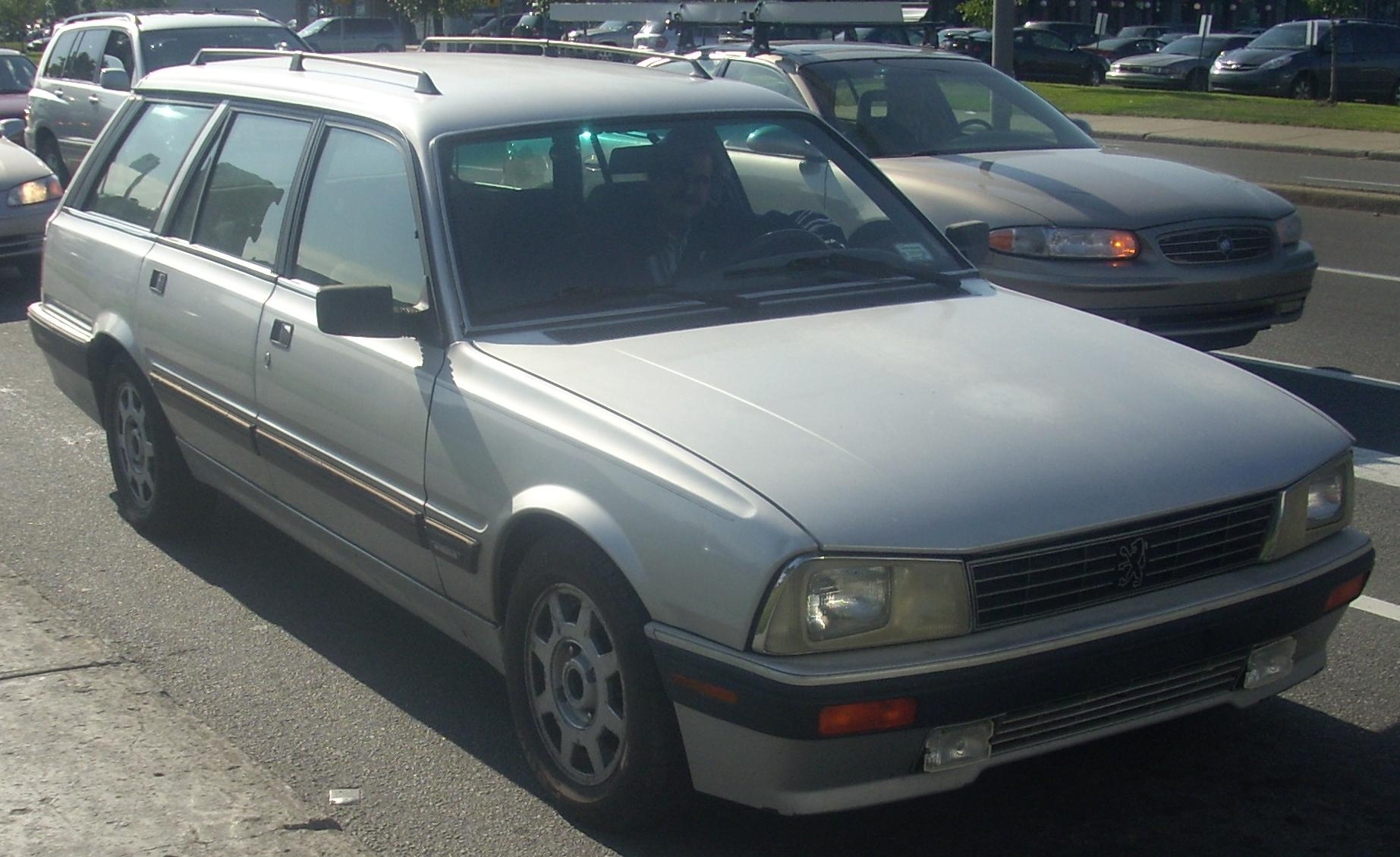
US-Modell (Kombi)
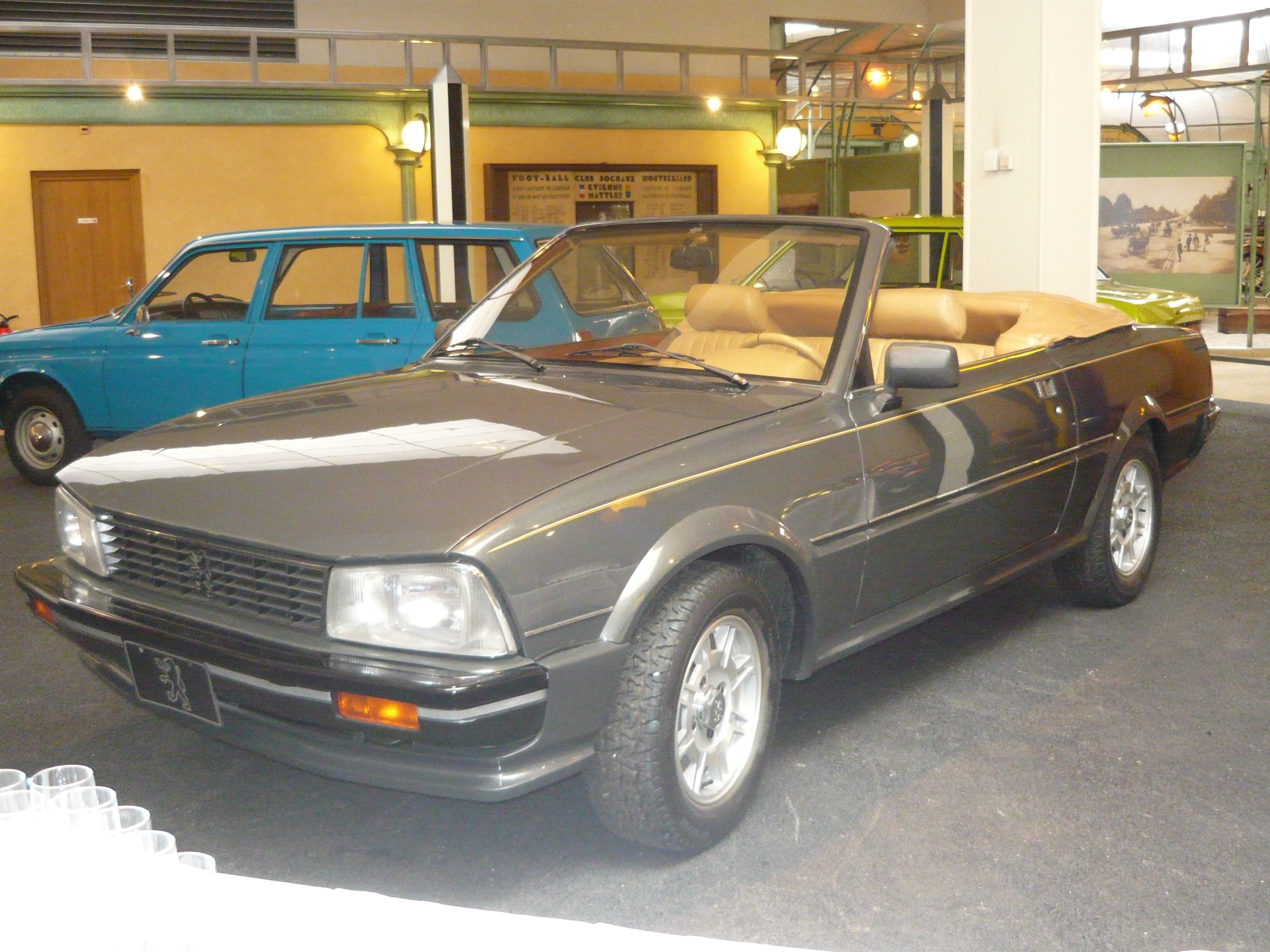
Ging nie in Serie: 505 als Cabriolet

### Modellpflege
Bei der Überarbeitung im August 1985, die eine geänderte Front- und Heckpartie und eine aufgesetzte Spoilerkante enthielt, wurde der cw-Wert des 505 auf 0,37 verbessert. Der cw*A verbesserte sich dadurch auf 0,76, ein Wert, der bei aktuellen Hochdach-Modellen ebenfalls angestrebt wird. Der 505 erhielt außerdem einen überarbeiteten Innenraum und andere Ausstattungsbezeichnungen.
Mit der gleichzeitigen Produktionseinstellung des größeren 604 sollte der 505 auch die Rolle als Modell der oberen Mittelklasse bei Peugeot einnehmen. Daher entfielen die kleineren Motorvarianten und mit Einführung des Peugeot 405 im Oktober 1987 wurden die einfachen Ausstattungsvarianten des 505 gestrichen. Er sollte von nun an als Modell der oberen Mittelklasse gelten, während der 405 für die Mittelklasse vorgesehen war. Der 505-Nachfolger 605 ab Sommer 1989 galt dann auch als indirekter Nachfolger des vormaligen 604.

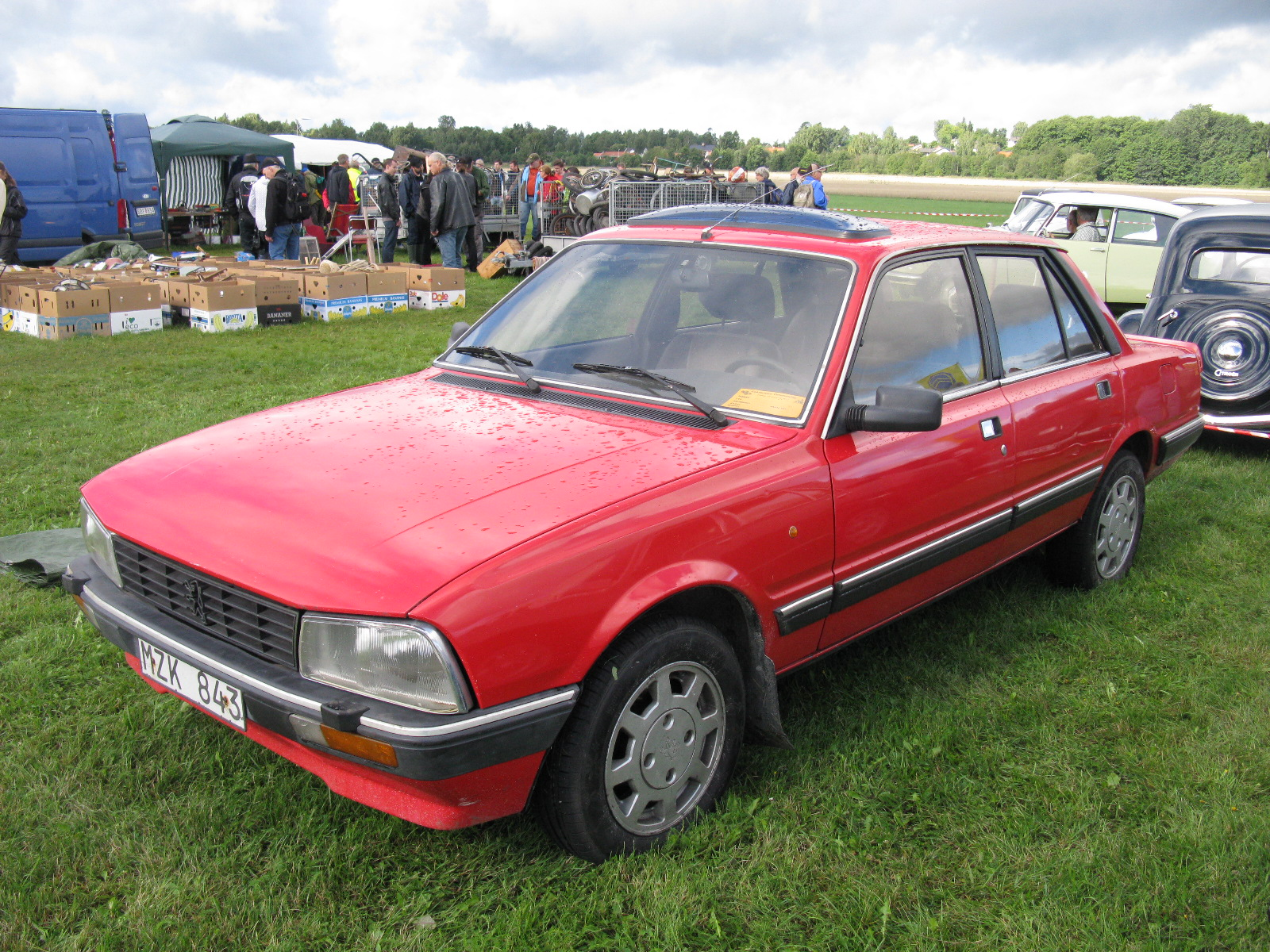
Peugeot 505 Limousine (1985–1989)
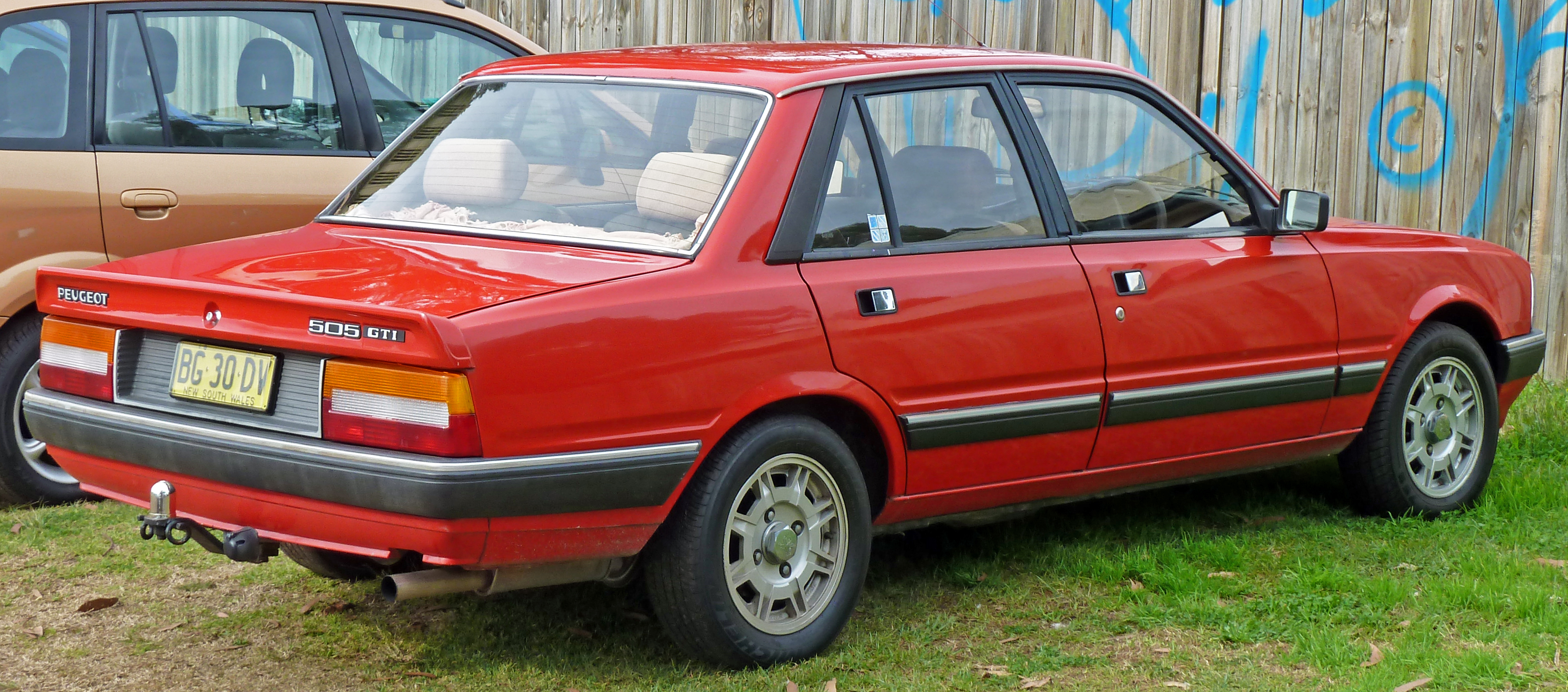
Heckansicht
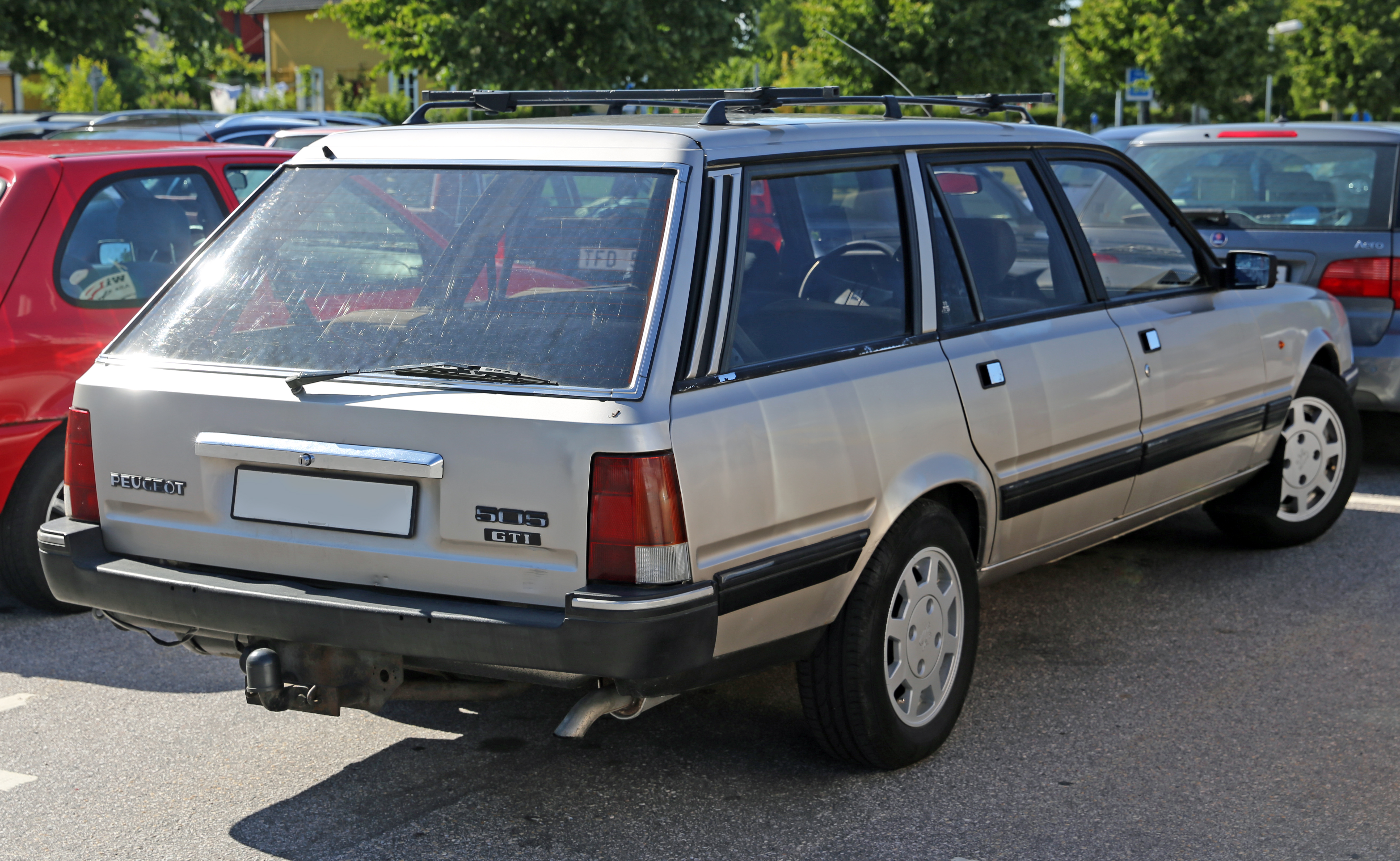
Peugeot 505 Familiale (1985–1992)

## Technik

### Motoren und Antrieb
Der langjährig bewährte Vierzylinder-Reihen-Ottomotor von Peugeot mit Grauguss-Zylinderblock, OHV-Ventilsteuerung, Steuerkette, Unterbrecherzündung und Doppelvergaser war auch im Peugeot 505 noch einmal erhältlich. Er hatte wie zuletzt schon im Peugeot 504 1971 cm³ Hubraum und leistete 71 kW (96 PS) bei 5200/min. Neu hinzu kam im 505 ein moderner Leichtmetallmotor mit OHC-Ventilsteuerung, Zahnriemen, Benzineinspritzung (K-Jetronic) und Transistorzündung. Damit ergab sich aus 1995 cm³ eine Leistung von 81 kW (110 PS) bei 5250/min. Dieser Motor ist als Douvrin-Motor bekannt. Er war von Renault in Kooperation mit der PSA-Gruppe entwickelt worden. Als drittes war ein wiederum von Peugeot entwickelter Dieselmotor mit 2304 cm³ und einer Leistung von 51 kW (70 PS) bei 4500/min erhältlich, diesen Motor lieferte Peugeot in abgewandelter Ausführung auch an Ford für den Granada. Alle drei Motoren waren im Vorderwagen längs eingebaut. 
In den darauffolgenden Jahren erweiterte sich das Motorenangebot stark: Als Basis gab es noch den betagten OHV-Ottomotor in der 1,8-l-Ausführung mit zunächst 60 kW (82 PS). Weiterhin kam der Turbodiesel des 604 D-Turbo hinzu. Der stärkste Turbodiesel mit Ladeluftkühlung mobilisierte 77 kW (105 PS) und war als Modell GTD nochmals ein eigener, später Verkaufserfolg für den 505. Ab 1983 wurde ein Ottomotor angeboten, der auf dem von Simca entwickelten 2,2-Liter-Motor des Talbot Tagora basiert. Diesen gab es ausschließlich mit Turbolader und stellte im 505 Turbo Injection mit 128 kW (174 PS) die Topmotorisierung dar. Ferner wurde nach Einstellung des 604 der 505 mit einem Sechszylindermotor mit 2849 cm³ Hubraum und 150 PS ohne KAT und 143 PS mit KAT angeboten (V6). Am erfolgreichsten waren die Versionen STi ab Modell ´83, GTi ab Modell ´85 und GR Injection bzw. GT Injection der letzten Modelle, jeweils mit dem gleichen, durchzugskräftigen 2.2L Einspritzmotor von 115 bis 123 PS ausgestattet.
Die meisten Ausführungen waren mit einem 5-Gang-Getriebe ausgestattet, lediglich in der Basisausführung 505 GR/SR mit dem Vergaser-Ottomotor gab es noch das 4-Gang-Getriebe (5 Gänge gegen Aufpreis). Weiterhin war eine 3-Gang-Automatik von ZF mit Drehmomentwandler von Fichtel & Sachs erhältlich. 
Der Hinterradantrieb hatte wie schon beim 504 ein mit dem Federträger verschraubtes Hypoidgetriebe sowie Achswellen mit je zwei homokinetischen Verschiebegelenken.

### Fahrwerk
Wie auch der 504 hatte der 505 einen vergleichsweise langen Radstand. Die Vorderräder waren wie beim 504 einzeln an MacPherson-Federbeinen und Querlenkern aufgehängt, jedoch anders als beim 504 ohne Schräglenker. Die Hinterradaufhängung an nur leicht angestellten Schräglenkern wurde von jener des 504 Coupé abgeleitet. Abweichend davon war die Hinterachse bei den Kombis und den in Argentinien gebauten Limousinen eine Starrachse mit Deichsel und Panhardstab.
Die Zahnstangenlenkung mit Kardangelenk in der Lenksäule gab es in gehobener Ausstattung auch mit Lenkhilfe. Einfache Ausstattungen hatten noch Trommelbremsen an der Hinterachse, davon abgesehen gab es rundum Scheibenbremsen und stets eine Zweikreisbremsanlage.

## Nachfolger
Die Produktion in Europa lief Mitte 1992 mit dem Kombi aus, während die Limousine bereits ab Mitte 1990 nicht mehr in Deutschland erhältlich war. Der 505 wurde danach in verschiedenen Ländern noch einige Jahre lang produziert. Für den europäischen Markt wurde er im Peugeot-Hauptwerk Sochaux hergestellt.
Die von Peugeot in den 505 gesteckten Erwartungen erfüllten sich nur halbwegs. Manchen potentiellen Käufern war der Wagen zu konservativ, weswegen er nicht die extrem hohen Verkaufszahlen des 504 von über 3,7 Mio. Exemplaren erreichen konnte. Dennoch wurden in 13 Jahren 1.351.254 Fahrzeuge (davon 234.386 Kombis) produziert.
Einen direkten Nachfolger für den 505 gab es von Peugeot nicht, ebenso wenig einen Kombi mit drei Sitzbänken in Fahrtrichtung. Mit dem im Sommer 2002 vorgestellten Peugeot 307 SW wurde das ursprüngliche Konzept zwei Fahrzeugklassen niedriger wieder aufgegriffen, wie in ähnlicher Weise beim Mitte 1994 eingeführten Van Peugeot 806. Als Nachfolger gilt der Peugeot 605, der noch etwas größer war und der ein Jahr vor der Einstellung der Limousinenversion des 505 im Sommer 1989 in Produktion ging. Hieran zeigte sich das generelle Konzept des Peugeot-Modellprogramms dieser Zeit. Das Modell 305 erhielt mit dem Mittelklassemodell 405 einen Nachfolger, der ein bisschen höher einzustufen war.
Anfang 2011 vollzog Peugeot eine ähnliche Entwicklung mit der Einstellung der Modelle 407 und 607, die beide durch den 508 ersetzt wurden.